# Hans Paulus Herwarth von Bittenfeld
Hans Paulus Herwarth von Bittenfeld (* 12. Januar 1800 in Halberstadt; † 20. Mai 1881 in Berlin) war ein preußischer General der Infanterie sowie Gouverneur von Magdeburg.

## Leben

### Herkunft
Hans Paulus entstammte dem alten Augsburger Stadtadelsgeschlecht Herwarth von Bittenfeld, das im Jahr 1246 erstmals urkundlich genannt ist. Er war der Sohn des preußischen Generalmajors Eberhard Herwarth von Bittenfeld der Ältere (1753–1833) und dessen Ehefrau Johanna Friedericke Auguste, geborene von Arnstedt (1765–1851). Seine Brüder waren der spätere Generalfeldmarschall Eberhard Herwarth von Bittenfeld sowie der General der Infanterie Friedrich Herwarth von Bittenfeld.

### Militärkarriere
Herwarth von Bittenfeld trat am 28. März 1815 als Grenadier in das 2. Garde-Regiment zu Fuß ein, mit dem er sich am Marsch auf Paris beteiligte. Am 15. Oktober 1828 wurde er zum Premierleutnant, am 14. April 1834 zum Hauptmann und am 22. März 1843 zum Major befördert. Nachdem er am 19. April 1851 zum Oberstleutnant aufgestiegen war, übernahm er am 25. Dezember das Kommando über das Infanterie-Regiment Nr. 31 und stieg am 23. März 1852 zum Oberst auf. Am 26. Oktober 1854 wurde er Kommandeur des Kaiser Alexander Grenadier-Regiments. Am 14. August 1856 übernahm er das Kommando über die 9. Infanterie-Brigade und wurde am 15. Oktober des gleichen Jahres zum Generalmajor befördert. Am 3. Juni 1858 wurde er zum Kommandeur der 3. Garde-Infanterie-Brigade ernannt, am 14. Juni 1859 übernahm er das Kommando über die preußische Besatzung in der Festung Mainz.
Am 1. Juli 1860 stieg er zum Generalleutnant auf und wurde Inspektor der Besatzungen von Mainz und Rastatt. Im weiteren Verlauf seiner Militärkarriere wurde er am 17. Oktober 1864 zum Gouverneur von Magdeburg ernannt und am 20. September 1866 zum General der Infanterie befördert. Auf sein Gesuch hin wurde Herwarth von Bittenfeld unter Verleihung des Großkomtur des Königlichen Hausordens von Hohenzollern am 8. April 1869 mit Pension zur Disposition gestellt.

### Familie
Er war seit dem 22. Juni 1823 mit Mathilde Freiin von Sobeck und Kornitz (1803–1870) verheiratet. Sie war die Tochter von Peter von Sobeck und Kornitz (1773–1847), Herr auf Krukow und Enkelin von Generalmajor Karl Franz von Sobeck. Aus der Ehe gingen folgende Kinder hervor:
- Paul (* 25. August 1824; † 26. November 1849), Seconde-Lieutenant im 2. Garderegiment zu Fuß, verstarb an den schwarzen Pocken[2]
- Franz (1825–1898), preußischer Oberst
- Anton (* 1827)
- Richard (1829–1899), preußischer Oberstleutnant und Landrat
- Johanna Mathilde (* 1836)
- Helene (* 1838) ⚭ Thassilo von Tresckow, Kammerherr und Herr auf Dölzig
- Waldemar (1840–1886) ⚭ 1877 Alexandrine Charlotte Henriette Isabelle Gräfin Finck von Finckenstein (1833–1881)
- Luise (1844–1911) ⚭ Adolf von Gerhardt, preußischer Major
- Leontine Freda (* 1846)